# Långegöl (Ökna socken, Småland, 636153-148105)
Långegöl är en sjö i Vetlanda kommun i Småland och ingår i Emåns huvudavrinningsområde.